# 水野美紀
水野美紀（日语：／ Mizuno Miki，1974年6月28日—），日本女演員，香川縣高松市出生、三重縣四日市市長大。

## 經歷
1987年，水野美紀在中學一年級時參加「第2屆東鳩オールレーズンプリンセスコンテスト」獲得準優勝。其後，被演員大野しげひさ擔任社長的藝能經紀公司星探挖掘，前往東京發展。當時主要以雜誌平面模特兒、廣告等活動為中心。
1991年，在知名的《くノ一忍法帖》錄影帶中飾演阿喬一角，演出武打戲。
1992年，在化妝品「高絲」廣告中與演員唐澤壽明共演，以「親我」的台詞造成話題。但當時拍攝廣告時，本人和經紀公司都不知有親吻戲，經紀公司為此而感到不悅。同年，發行《素敵な身勝手/瞬間KISS》，以歌手身分出道。
1994年，移籍至Burning Production。其後接演多部黃金檔電視劇，尤以1997年播出的富士電視台連續劇《大搜查線》中的「柏木雪乃」一角廣為人知。
1999年11月1日，開設官方網站「SUNNY-day Miki mizuno Official Site」。2005年，與Burning Production中止合作關係，成立個人經紀公司office-mole。
2017年，因連續劇《奪愛之冬》劇中具存在感的「怪演」再度引起討論。

## 人物
出生時因血液緣故而命危，透過全城僅兩位20歲左右不菸不酒B型捐血者捐獻才救回一命。成年後，水野亦親自向當年捐血者道謝。
小學六年級春天時轉學到福岡市城南區，居住到中學畢業。因小學六年級時閱讀漫畫《玻璃假面》，而對舞台產生憧憬。從小學六年級到中學一年級，在父親朋友的道場學過少林寺拳法。
2016年和男演員唐橋充結婚，2人育有一子。

## 戲劇作品

### 電視劇
- 地球戰隊五人組 第39話「愛を下さい」（1990年，朝日電視台） - ミリア星人ソーラ（出道作）
- サーカスの惨劇（1990年，東京電視台）
- DRAMADOS きれいずきすぎ（1991年，關西電視台）
- 雪の蛍（1991年1月 - 3月，富士電視台ジョン、東海電視台製作）
- 裏刑事-URADEKA- 第5話「宝石強盗犯の妹を救え!」（1992年，朝日電視台）
- 本当にあった怖い話 第8話「幽霊の棲む旅館」（1992年，朝日電視台）
- 映画みたいな恋したい ハードウェイ（1993年，東京電視台）
- 湘南女子寮物語（1993年，朝日電視台） - 山野早紀
- 真夜中を駆けぬける（1993年，朝日電視台）
- 水戶黄門第22部第28話「響け正義の御陣乗太鼓・輪島」（1993年，TBS電視台） - おその
- はぐれ刑事純情派 第7系列第1話SP「安浦刑事の挑戦 黒い疑惑…それはお立ち台ギャル謎の死から始まった」（1994年，朝日電視台）
- 君に伝えたい 「溺れてみたい」（1994年，每日放送） - 理恵
- 素顔を抱きしめて（1994年，富士電視台）
- ウンナン世界征服宣言（第112話） 短編ドラマ「暑空が好き」（1994年11月11日，日本電視台）
- 夢見る頃を過ぎても（1994年，TBS電視台）
- エリアコードドラマ092 花吹雪ヤンママ温泉（1995年，福岡電視台）
- 親子弁護士の探偵帖（TBS電視台） - 大野あずみ 
  - 親子弁護士の探偵帖1（1995年）
  - 親子弁護士の探偵帖2（1996年）
  - 親子弁護士の探偵帖3 恋と罠に落ちて（1997年）
- はぐれ医者・お命預かります!（1995年，朝日電視台）
- 戀人啊（1995年，富士電視台） - 渡辺美緒
- Age,35 恋しくて（1996年，富士電視台）
- TOKYO23区の女 第7話「千代田区の女」（1996年，富士電視台）
- 翼をください!（1996年，富士電視台）
- ナチュラル natural 愛のゆくえ（1996年，よみうりテレビ）
- 大搜查線系列 - 柏木雪乃
  - 大搜查線（1997年，富士電視台）
  - 大搜查線 特別篇 湾岸署事件ファイル（1997年12月29日）
  - 大搜查線 歳末特別警戒SP（1997年12月30日）
  - 湾岸署婦警物語 初夏の交通安全SP]]（1998年6月19日）
  - 大搜查線 秋の犯罪撲滅SP（1998年10月6日）
  - 大搜查線 秋の犯罪撲滅SP完璧版（1998年12月22日）
- 職員室（1997年，TBS電視台） - 本田江津子
- ベストパートナー（1997年，TBS電視台）
- HOTEL（1998年，TBS電視台） - メアリー・J・イトウ
- 彼女との時代（1998年，朝日電視台） - アキ
- P.A.（プライベート・アクトレス）（1998年，日本電視台）
- サラリーマン金太郎（1999年，TBS電視台） - 矢島明美，相原瞳 
  - サラリーマン金太郎 超ド迫力! 秋の2時間SP（1999年10月9日）
  - サラリーマン金太郎SP（2002年1月4日）
- 她們的時代（1999年，富士電視台） - 太田千津
- TEAM（1999年，富士電視台） - 丹波綴
- 美麗人生（2000年，TBS電視台） - 田村佐千絵
- 世界奇妙物語春の特別篇 「冷やす女」（2000年，富士電視台）
- 花村大介（2000年7月 - 9月，富士電視台，關西電視台制作） - 高村弥生 
  - 花村大介SP ナースを救え!!（2001年1月2日）
- オヤジぃ。（2000年10月 - 12月，TBS電視台） - 神崎小百合
- 慎吾ママドラマSP「おっはー」は世界を救う（2000年，富士電視台）
- 女子アナ。（2001年，富士電視台） - 大月真琴 ※連續劇初主演。
- 好想好想談戀愛（2001年，TBS電視台） - 羽田藍
- 江國香織Xマスドラマ 温かなお皿（2001年，關西電視台製作・富士電視台） - 千春
- 初体験（2002年，富士電視台） - 高梨真智
- 恋人はスナイパー系列 - 円道寺きなこ 
  - 恋人はスナイパー（2001年，朝日電視台）
  - 恋人はスナイパー EPISODE2（2002年，朝日電視台）
- しあわせのシッポ（2002年，TBS電視台） - 松井美桜
- 大河劇（NHK）
  - 武藏MUSASHI（2003年） - かつ
  - 豈有此理〜蔦重繁華如夢故事〜（2025年）- いね
- お義母さんといっしょ（2003年，富士電視台） - 荒巻たま代
- 恋文 〜私たちが愛した男〜（2003年，TBS電視台） - 竹原響子
- ドリーム〜90日で1億円〜（2004年，NHK） - 小井戸千春
- 神経内科医匂坂俊介の事件カルテNo.1 ロックド・イン症候群 （2004年，BS富士）
- 逃亡者 RUNAWAY（2004年，TBS電視台） - 尾崎カオル
- 碌山の恋（2007年2月3日，TBS電視台，SBC制作） - 相馬黒光
- スロースタート（2007年1月27日・2月3日，NHK） - 谷口未散
- 即興ドラマ つかじの無我 12人の証言者（2007年4月3日，WOWOW）
- 柳生十兵衛七番勝負 最後の闘い（2007年5月10日，NHK） - 柳生笙
- 破案天才伽利略（2007年11月12日，富士電視台） - 矢島貴子
- てやんでいBaby（2008年，WOWOW） - 富沢イク子
- 音女-OTOME-（2008年，朝日電視台）※主演「カレーうどんのオトメ」、「結婚式のオトメ」
- 七瀬ふたたび（2008年10月 - 12月，NHK） - 漁藤子
- 空飛ぶタイヤ（2009年3月 - 4月，WOWOW） - 榎本貴和子
- 陽炎の辻SP〜居眠り磐音 江戸双紙〜「海の母」（2010年1月1日，NHK） - お彩
- 相棒Season 8（2010年3月10日，朝日電視台） - 伊達香
- 古代少女隊ドグーンV（2010年12月15日・22日，毎日放送） - 貝マン
- 探偵Xからの挑戦状! Season3 ビスケット（2011年4月28日，NHK） - 姫宮あゆみ
- 高橋留美子 第2章「運命の鳥」（2012年7月15日，NHK BS Premium） - 小暮さとみ
- MONSTERS 第7話（2012年12月2日，TBS電視台） - 藤川美紗子
- 天の方舟（2012年12月 - 2013年1月，WOWOW） - 黒谷七波
- 余命 第一部「余命」（2013年4月，東海電視台） - 主演・百田滴
- 飛翔公關室（2013年4月 - 6月，TBS電視台） - 柚木典子
- 事件救命医〜IMATの奇跡〜（2013年10月6日，朝日電視台） - 紗弓真理 
  - 事件救命医2〜IMATの奇跡〜（2014年6月15日）
- 海上診療所 第10話（2013年12月16日，富士電視台） - 瀧山晴子
- チーム・バチスタ4 螺鈿迷宮（2014年1月 - 3月，關西電視台製作・富士電視台） - 桜宮小百合
- 家族狩獵（2014年7月 - 9月，TBS電視台） - 冬島綾女
- 純白（2015年1月 - 3月，TBS電視台） - 岩渕恵
- I'm Home（2015年4月 - 6月，朝日電視台） - 野沢香
- 37.5℃的眼淚（2015年7月 - 9月，TBS電視台） - 関めぐみ
- 新・おとり捜査官（2015年9月12日，朝日電視台） - 香坂凛
- 逃げる女（2016年1月9日 - 2月13日，NHK） - 主演・梨江子 [2]
- 家族的形式（2016年1月 - 3月，TBS電視台） - 永里恵 [3]
- Love Song（2016年4月 - 6月，富士電視台） - 宍戶夏希
- 望鄉 「柑橘花」（2016年9月28日，東京電視台） - 富田笙子
- 黑色十人之女（日语：黒い十人の女#2016年版）（2016年9月 - 12月，讀賣電視台、日本電視台） - 如野佳代
- 勇者義彥和被引導的七人 第4集（2016年10月28日，東京電視台） - 魔女
- 奪愛之冬（2017年1月 - 3月，朝日電視台） - 森山蘭[4]
- 刑警弓神 第2話（2017年10月12日，富士電視台） - 早杉千里
- FINAL CUT（2018年1月 - 3月，關西電視台・富士電視台) - 真崎久美子
- 最後機會~再生承包人（2018年7月 - 9月，東京電視台） - 岡田十和子
- 神速偵探（2018年7月19日 - 9月20日，讀賣電視台・日本電視台） - 橋田政子
  - 神速偵探SP（2019年12月13日・20日）
  - 神速偵探2（2022年4月14 - 6月16日）
- 奪愛之夏（2019年8月8日，AbemaTV） - 花園櫻
- 絕不交給你（2018年11月 - 12月，朝日電視台） - 矢萩多衣
- 做個緩慢武士～京都攝影棚狂想曲～（2019年3月23日、NHK BS Premium） - 村田富士子
- 獵豔情人（2019年4月 - 6月，NHK） - 野口友美
- 坡道上的家（2019年4月 - 6月，WOWOW）　-　安藤水穗
- 緋紅（2019年9月30日 - 2020年3月28日，NHK） - 庵堂ちや子
- 絕對零度〜未然犯罪潛入搜查〜（2020年1月 - 3月，富士電視台） - 香坂朱里
- 浦安鉄筋家族（2020年4月 - 5月・8月 - 9月，東京電視台） - 大澤木順子
- M 為了心愛的人 第2・6・7話（2020年4月25日・6月27日・7月4日，朝日電視台） - 天馬まゆみ
- 盛夏的少年～19452020 （2020年7月 - 9月，朝日電視台） - 柴山奈津子
- 実録ドラマ 3つの取調室 〜埼玉愛犬家連続殺人事件〜（2020年10月4日，富士電視台） - 主演・藤波詩織
- MANNEQUIN NIGHT FEVER（2020年10月8日 - 11月12日，日本電視台） - 招黄永遠
- 極道主夫 第9話（2020年12月6日，讀賣電視台・日本電視台） - 阿京
- 虹色病歷簿（2021年1月21日 - 3月18日，朝日電視台） - 綠川嵐
- 鐵證懸案～真相之門～ 第3季 第8話（2021年1月30日，WOWOW）- 真邊由紀
- 神的病歷簿 第三夜（2021年2月22日，東京電視台） - 小幡奈美
- Colorful Love-無性別男孩熱戀中（2021年4月1日，日本電視台）- 鐵本朝日
- 我的殺意戀愛了（2021年7月4日 - 9月12日，日本電視台） - 綿谷詩織
- 奪愛之高校教師 第4話（2021年12月30日 ABEMA・朝日電視台） - 森山蘭
- 能看到海的理髪店（2022年3月31日，NHK BS8K、5月9日，NHK BS Premium）- 店主第二妻子
- 異世界居酒屋「阿信」第二季~魔女與大主教編~（2022年5月27日 - 7月29日，WOWOW）- 英格莉德
- 命運警察（2022年7月13日 - 8月31日，東京電視台）- ZERO
- 魔法翻新 第2話（2022年7月25日，關西電視台・富士電視台）- 河內千聖
- 星降的夜晚（2023年1月17日 - 3月14日，朝日電視台）- 北斗千明
- 絕對不可能～偵探·上水流涼子的解析～ 第4話・第5話（2023年5月8日・5月15日，關西電視台・富士電視台）- 愛原樹里亞
- 隔壁的護佐姐姐（2024年1月10日 - 3月13日，日本電視台）- 片岡晴美
- 不離婚的男人（2024年1月20日 - 3月16日，朝日電視台）- 財田トキ子
- Percent（2024年5月11日 - 6月1日，NHK・NHK BSP4K）- 長谷部由美
- BILLION×SCHOOL（2024年7月5日 - ，富士電視台）- 東堂真紀子

### 電影
- 足球風雲（1994年） - 遠藤一美
- 雷電（1994年） - 高梨彩
- 熱血ゴルフ倶楽部（1994年） - 須田直子
- 大失恋。（1995年） - 奈美
- 卡美拉2 雷吉翁襲來 - 穂波碧 （1996年）
- 大搜查線 - 柏木雪乃
  - 跳躍大搜查線 THE MOVIE ：灣岸署史上最惡之三日（1998年）
  - 跳躍大搜查線2 THE MOVIE 2：封鎖彩虹橋（2003年）
  - 交渉人 真下正義（2005年）
  - 跳躍大搜查線4 THE MOVIE 4：終極偵查（2012年）
- サラリーマン金太郎（1999年）
- 現実の続き 夢の終わり（2000年） - 加奈子
- 千里眼（2000年） - 岬美由紀
- 恋人はスナイパー 劇場版（2004年） - 円道寺きなこ
- 口裂け女（2007年） - 松崎タエコ
- 図鑑に載ってない虫（2007年） - 美人編集長
- 真・女立喰師列伝（2007年） - バーボンのミキ
- あの空をおぼえてる（2008年） - 深沢慶子
- 刀狩るもの 二本松の冒険（2008年） - 藤冴子
- ジャージの二人（2008年） - 息子の妻
- ハード・リベンジ，ミリー（2008年，導演・辻本貴則） - ミリー
- 斬〜KILL〜 / キリコ（2008年，導演・辻本貴則） - 短編4本のうち「キリコ」に出演
- ハード・リベンジ，ミリー ブラッディ・バトル（2009年，導演・辻本貴則） - ミリー
- さそり 蠍子-SASORI-（2009年，導演・馬偉豪（ジョー・マー）） - 松島ナミ
- 火天の城（2009年，導演・田中光敏） - うね
- 花子の日記〜ビーフのキョーフ物語〜（2010年） - タクヨ
- WAYA! 宇宙一のおせっかい大作戦（2011年） - 高島冴子
- 戀之罪（2011年，導演・園子溫） - 吉田和子
- Dead Mine死亡矿坑（2012年，インドネシア映画） - Rie
- 6月6日 / FINAL EPISODE『Dead Planet 死せる惑星』（2013年，導演・石田肇） - ジャッキー
- 俺はまだ本気出してないだけ（2013年，導演・福田雄一） - 宮田の妻
- 戀戀銅鑼燒（2015年） - ワカナの母

### 舞台劇
※關於由水野主宰的劇碼ユニットプロペラ犬，請參照螺旋槳犬。
- 劇団☆新感線
  - アテルイ（2002年8月5日-8月29日） - 鈴鹿 / 叙明丸
  - 髑髏城の七人〜アカドクロ（2004年4月17日-6月6日） - 無界屋蘭兵衛
- 阿佐ヶ谷スパイダース「桜飛沫」（2006年2月10日-3月5日） - タネ
- PARCO+リコモーション「開放弦」（2006年7月14日-8月15日） - 恵子
- パルコ・プロデュース公演「Love 30〜女と男と物語〜」（2006年11月3日-11月30日）※「スパイス・イン・ザ・バスケット」に出演。
- M&O plays+PPPPプロデュース「ワンマン・ショー」（2007年6月7日 - 6月27日） - 青井紫
- PIPER結成10周年公演「ひーはー」（2007年7月26日 - 9月2日） - 絵里子
- 演劇ユニット・プロペラ犬
  - 旗揚げ公演「マイルドにしぬ」（2007年11月27日 - 12月13日）
  - 第2回公演「ジャージマン」（2008年11月27日 - 12月8日）
  - 第3回公演「サボテニング」（2009年11月26日 - 12月19日）
  - 公演「演劇ロックIN赤阪BLITZ プロペラ犬×筋肉少女帯 アウェーインザライフ」（2010年6月4日 - 6月25日）
- ナイロン100℃「神様とその他の変種」（2009年4月17日-5月31日） - サクライ
- コースト・オブ・ユートピア（2009年9月12日-10月4日） - ナタリー・ゲルツェン
- カエサル（2010年10月3日-10月27日） - アリス
- 太陽に灼かれて（2011年7月-8月、天王洲銀河劇場 他） - マルーシャ
- 鬼太郎之妻（2011年9月29日 - 10月7日） - 村野布子

### 網路劇
- 田中圭 24小時電視（日语：田中圭24時間テレビ）（2018年12月15日 - 16日、AbemaTV）[5]

## 廣播主持
- 水野美紀今夜もフォーエバー（文化放送）
- 水野美紀ふたりのアトリエ（文化放送）
- 水野美紀のNEC Web station（TFM）
- ラジオドラマBITTER SWEET CAFE・マイルドにしぬ前に（ニッポン放送）-水野美紀 役
- ラジオ劇団・小さな奇跡（TFM）- 2009年6月の主演（2009年6月1日-6月30日、全18回）
- 是か、非か。映画『冷たい熱帯魚』緊急特番！その男、園子温（TFM、2011年1月30日）聞き手
- つながるラジオ ラジオ井戸端会議『今こそ女子のヒーローを語ろう』（NHKラジオ第一）

## 廣告代言
- アートネイチャー
- KOSE ファンデーション ルシェリ
- 卡普空 超級任天堂『快打旋風II』 - 春麗
- カプコン スーパーファミコン『ストリートファイターIIターボ』 - 春麗
- 旗牌公司 ネームペン アートライン
- AEON（2003年 - 2005年1月）
- 森下仁丹 ココカル、ECカロチン
- 三得利 中国緑茶
- エスエス製薬 エスタックイブ
- 索尼 スゴ録
- 日本コカ・コーラ アクティブダイエット
- 三井生命
- 南都銀行
- 黄桜酒造
- 自動車リサイクル法
- 近畿日本鐵道『伊勢神宮初詣』（1993年 - 1994年1月）
- アクティブインターシティ広島 イメージキャラクターとして出演
- 宮崎本店
- エスエス製薬 エスタックイブFT

## 音樂作品
- 素敵な身勝手 / 瞬間KISS（1992年9月26日，國王唱片） - c/w 「旗牌公司・ネームペン」廣告曲
- 色づく街 / It's right time（1994年11月23日，國王唱片） - 翻唱南沙織版本

## 音樂錄影帶
- DEEN《Negai feat.ミズノマリ》（2009年11月4日）

## 書籍
- ドロップ・ボックス（2005年3月11日、集英社）ISBN 978-4087804089
- 私の中のおっさん（2013年3月22日、角川書店）ISBN 978-4041104248
- プロペラ犬の育て方（楠野一郎、2008年11月、創英社） ISBN 978-4434125393

### 寫真集
- くノ一忍法帖（1991年8月、近代映画社）ISBN 978-4764816732 共演：白島靖代、葉山レイコ、丘咲ひとみ、小松美幸
- Bon voyage（1991年12月、TIS）ISBN 978-4886180223
- Wish（1997年7月、ワニブックス、撮影：山岸伸）ISBN 978-4847024634
- 水野美紀です。（2009年4月25日、彩文館出版、撮影：松澤亜希子）ISBN 978-4775603901
- 月刊NEO水野美紀（2011年11月25日、イーネット・フロンティア、撮影：藤代冥砂）ISBN 978-4862058553

## 外部連結
- 水野美紀官方網站 （页面存档备份，存于）
- 經紀公司官方個人介紹 （页面存档备份，存于）
- 水野美紀的X（前Twitter）
- 水野美紀的Instagram帳戶
- 水野美紀的Facebook專頁